# Faalavelvae Matagi
Faalavelvae Matagi (13 marzo 1997) è un calciatore samoano, portiere del Kiwi e della Nazionale samoana.